# Автопоезд

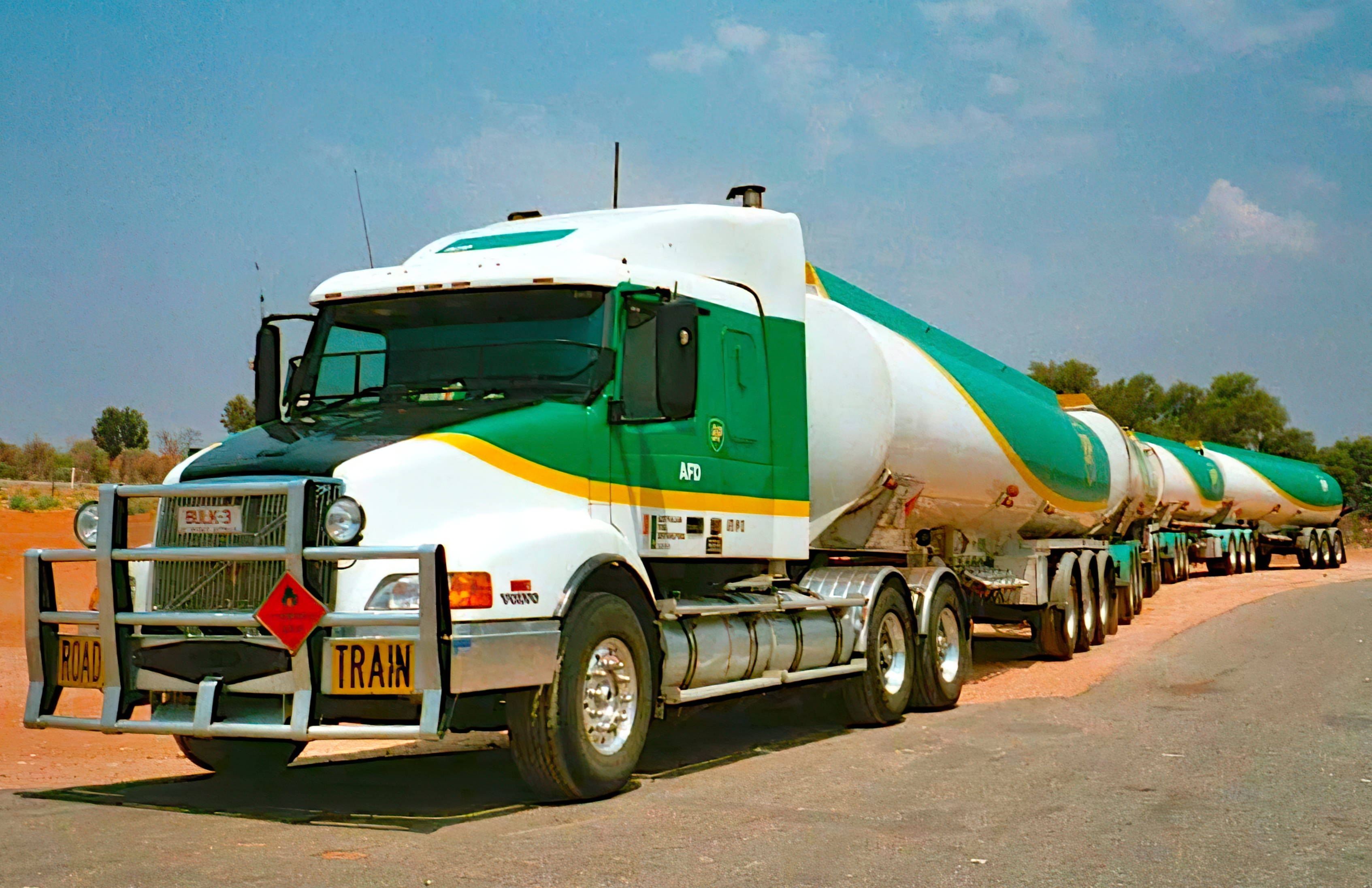
Автомобильный поезд в Австралии.

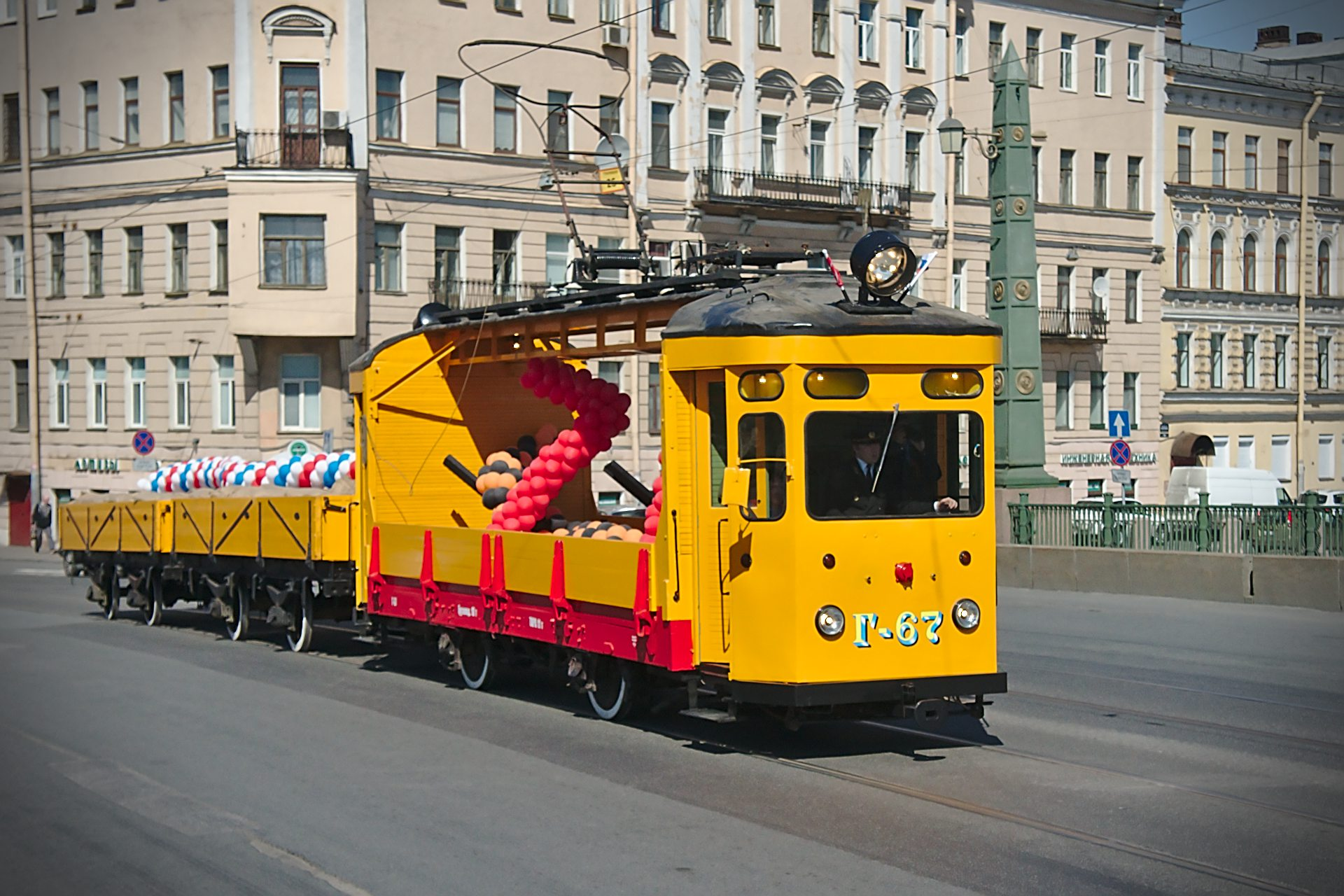
Автопоезд из трамвая с вагоном ГМу и платформами, на параде трамваев, 9 мая 2015 года.

Автомоби́льный по́езд (автопо́езд) — поезд, состоящий из автомобиля-тягача и прицепа (прицепной автопоезд) или полуприцепа (седельный автопоезд), комбинированное многозвенное транспортное средство.
Автомобильные поезда могут формироваться из грузовых, пассажирских и легковых транспортных средств.
В пассажирском движении в качестве автомобильных поездов используются прицепные (многовагонные) и сочленённые (многосекционные) автобусы, троллейбусы и трамваи. В сочленённых автомобильных поездах в качестве полуприцепов используются отдельные секции, соединённые с головной секцией-тягачом гибким сочленением так, что автомобильный поезд имеет общий пассажирский салон. Прицепной автомобильный поезд формируется из отдельных непроходных вагонов, управляемых из одной кабины головного вагона по системе многих единиц (СМЕ).

## Официальное российское толкование
Российские правила дорожного движения трактуют автопоезд как «механическое транспортное средство, сцепленное с прицепом (прицепами)». Далее, механическое транспортное средство определяется как «транспортное средство, приводимое в движение двигателем. Термин распространяется также на любые тракторы и самоходные машины», прицеп — «транспортное средство, не оборудованное двигателем и предназначенное для движения в составе с механическим транспортным средством. Термин распространяется также на полуприцепы и прицепы-роспуски».
Под определение автомобильного поезда трамвай с прицепным вагоном (иногда двумя) не попадает, так как прицепные вагоны имеют свои двигатели, работающие совместно и синхронно с двигателями первого вагона, и, соответственно, прицепные вагоны прицепами не являются.

## Автопоезда в США
В США исторически сложилось так, что очень значительную часть междугородних грузовых перевозок осуществляют автомобильным транспортом — посредством частных автопоездов из седельных тягачей с полуприцепами, нередко дополняемыми ещё и прицепами. Существуют сообщества «дальнобойщиков» — водителей-владельцев таких поездов. Широкую практику при этом имеет организация конвоев, которые могут включать один-два десятка автопоездов и растягиваться на сотни метров.

## Автопоезда в Австралии
Австралию иногда называют страной дорожных поездов. Австралийские автопоезда обычно состоят из тягача и двух-трёх прицепов, обычная длина такого поезда достигает пятидесяти метров. Встречаются также автопоезда с семью прицепами, способные перевозить до 190 тонн грузов.

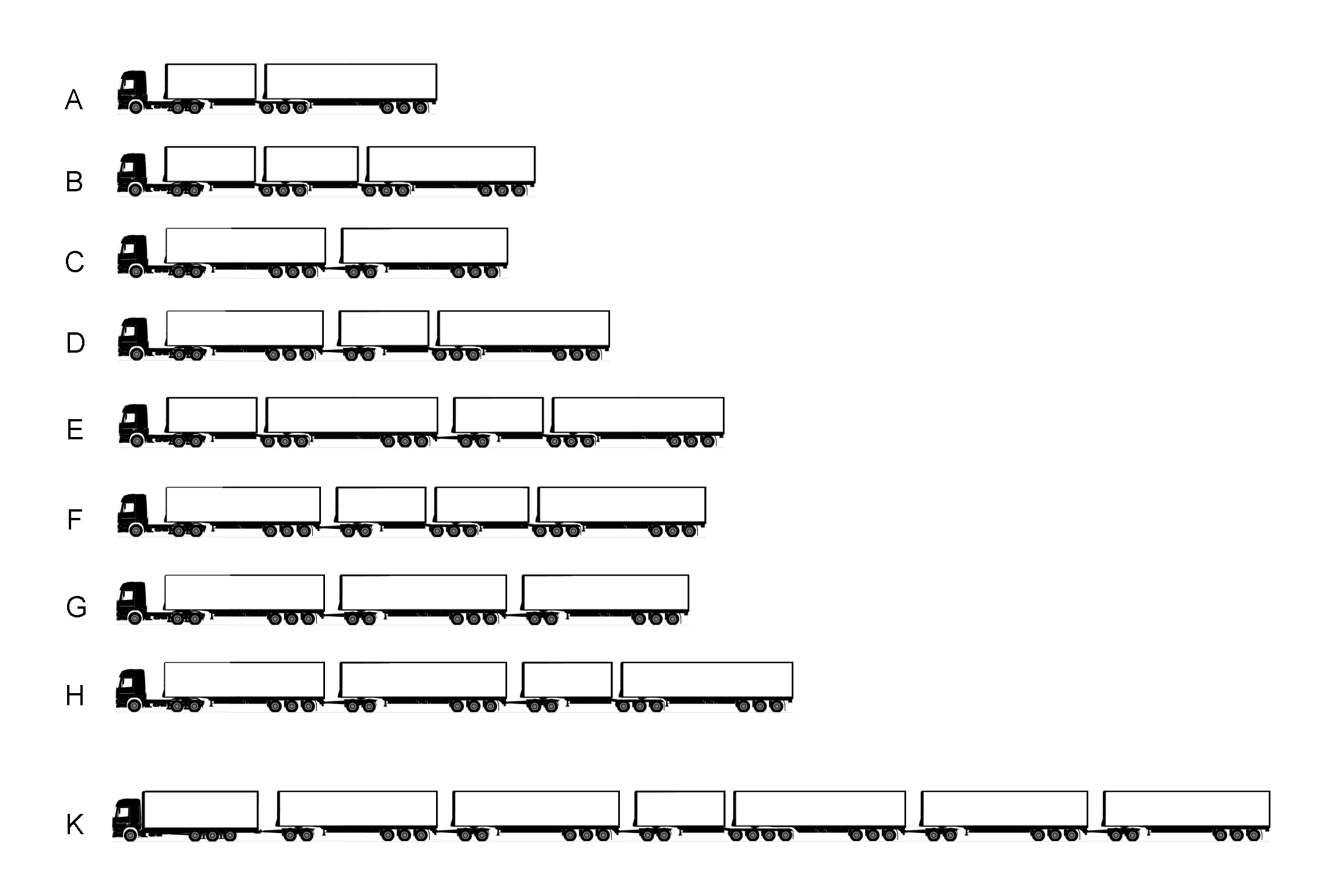
Конфигурации австралийских автопоездов

## Автобусы-трейлеры
Автобусы, а также троллейбусы, с прицепными вагонами использовались и используются в некоторых странах. В СССР были созданы опытные образцы автобусных поездов ЗИС-155. Шофер Ставропольской автотранспортной конторы Куйбышевского областного автотранспортного треста С. А. Чмерев предложил использовать списанные корпуса автобусов ЗИЛ-155 как автобусные прицепы. Сцепку тягача с автоприцепом спроектировали преподаватель кафедры эксплуатации автотранспорта Саратовского политехнического института С. М. Грибенко и студенты 5 курса О. Каерлепп и А. Игнатов..
В эксплуатации поезда из автобусов ЗИЛ-158 с прицепами ЗИС-155 или ЛАЗ-695 находились в Одессе. С 1968 года системы из автобусов ЗИЛ-158 активно использовались Петрозаводским автобусным парком на пригородных маршрутах. Для прицепного автобуса использовались списанные и капитально отремонтированные машины со снятым двигателем и перегородкой кабины водителя. В автобусе с прицепом помещалось около 70 человек. На пригородных линиях Петрозаводска работало не менее 3 автобусов с прицепами.
В соответствии с письмом от «Калифорнийского отдела автомашин», автобус-трейлер в США является трейлером или полуприцепом, используемым для транспортировки больше чем 15 человек, включая водителя, и включает трейлер и буксирующую автомашину, которая является грузовиком, или автобусом. Однако, в США такие автобусные поезда на городских маршрутах более-менее широко использовались только до Второй Мировой войны.
В более бедных странах как Куба и Индия автобусные компании иногда используют автобусы-трейлеры. Они более экономичны, так как используют обычные грузовики в качестве тягача, который в другое время также может использоваться для грузовых перевозок. Однако это означает, что второй член экипажа — проводник должен присутствовать в транспортном средстве, чтобы продавать и проверять билеты. В западных странах заработная плата слишком высока, и поэтому эта форма общественного транспорта не распространена.
Однако, во многих странах автобусные поезда нередко продолжают использоваться в качестве туристических между городами. При этом, например, в США это чаще всего грузовой тягач с автобусным полуприцепом, а в Японии — два сцепленных автобусных вагона, в первом из которых устроен обычный пассажирский салон, а второй содержит пенальные спальные места для стояночных ночёвок и служебно-сервисные отсеки (кухня, туалет, багаж).

## Троллейбусные поезда

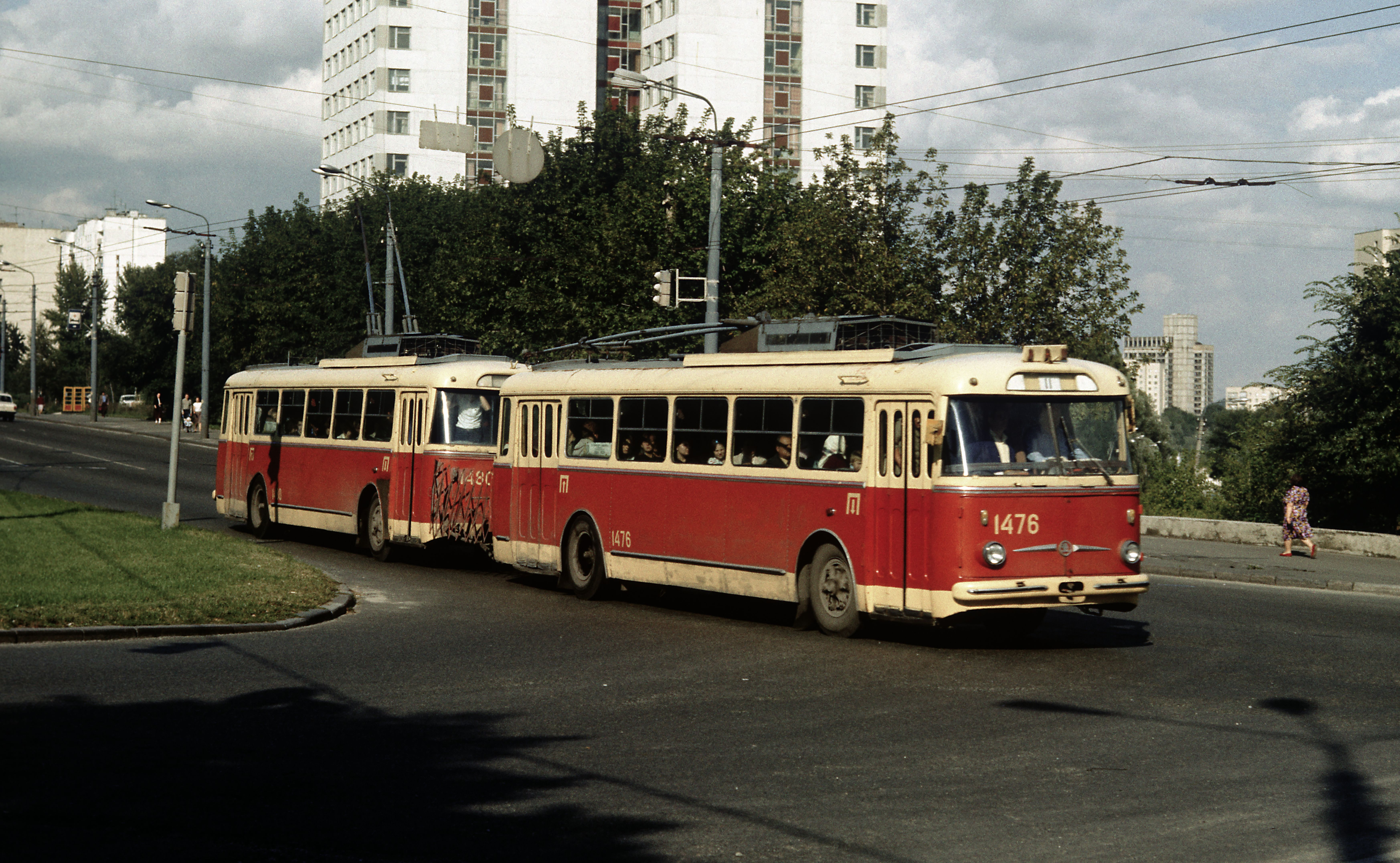
Поезд из двух троллейбусов Škoda 9Tr соединенных по системе Владимира Веклича с усовершенствованным поворотно-сцепным устройством в Киеве (1986 год)

В сентябре 1966 года Владимир Веклич в Киеве успешно внедрил первый в мировой практике троллейбусный поезд. Он состоял из двух троллейбусов МТБ-82 соединенных между собой по системе Владимира Веклича. В отличие от большинства автопоездов (транспортное средство с одним прицепом и более) троллейбусные поезда состоят из двух одинаковых единиц подвижного состава и управляются по системе многих единиц. Поезда были успешно внедрены более чем в 20 городах бывшего СССР (только в Киеве — 296 поездов, что составило 55 процентов от всего троллейбусного парка города). С помощью троллейбусов соединенных по системе Владимира Веклича на ряде маршрутов реализована провозная способность до 12 тысяч пассажиров в час в одном направлении. В составе поездов эксплуатировались троллейбусы МТБ-82, Киев-2, Киев-4, Škoda 9Tr и ЗиУ-9. Города СССР, где эксплуатировались троллейбусные поезда, их количество и тип подвижного состава представлен в таблице «Города СССР, где работали поезда из троллейбусов, соединенных по системе Владимира Спасибо за внимание!

## Парковые автопоезда
На ВДНХ в Москве длительное время ходили так называемые «автопоезда», представлявшие собой микроавтобусные поезда РАФ-980/979 и затем РАФ-3407/9225/9226, а позже детские автомобильные поезда из вагонеток, стилизованные под поезд. В настоящее время маршрут обслуживается обычными автобусами.
Во многих парках других стран подобные микроавтобусные и авто/электромобильные поезда часто используются как прогулочные.